# Glasson Dock
Koordinaten: 54° 0′ N, 2° 51′ W

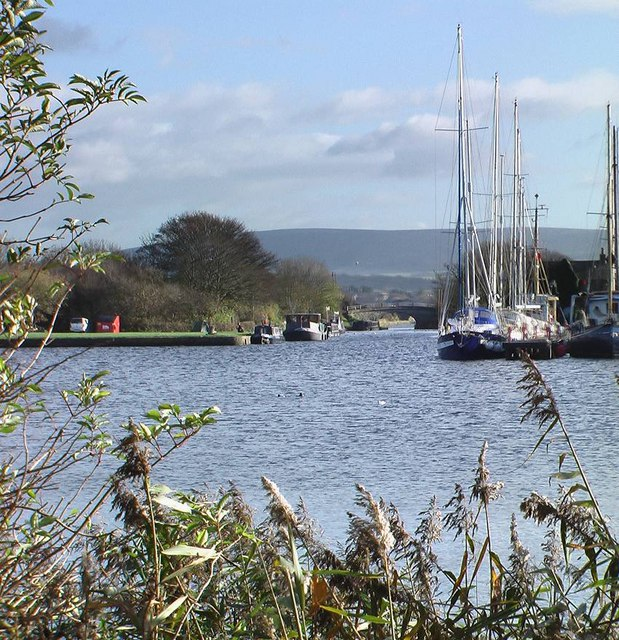
Blick von Glasson Dock Yachthafen in den Lancaster Canal

Glasson Dock (auch nur Glasson genannt) ist ein Dorf und Hafen in Lancashire, England in der Nähe der Mündung des River Lune in die Morecambe Bay.
Glasson Dock war eine Ansiedlung weniger Bauern und Fischer, die Old Glasson genannt wird. 1779 beschloss die Hafenverwaltung von Lancaster einen Hafen zu bauen, der leichter zu erreichen war als die durch den großen Tidenhub des Lune extrem beeinflussten Kaianlagen in der Stadt selbst. Der Bau des Hafens wurde 1780 begonnen und 1787 beendet. 
Als 1792 mit dem Bau des Lancaster Canal begonnen wurde, wurde auch der Bau einer Verbindung des Kanals mit dem Hafen beschlossen. Der Bau des Stichkanals wurde erst 1823 begonnen und der Schiffsverkehr konnte 1825 trotz fehlender Lagerhäuser aufgenommen werden. Über den Hafen wurden Schiefer, Holz, Kartoffeln und Korn nach Lancashire gebracht und Kohle wurde von hier verschifft. Der Warenumschlag brauchte nicht viele Arbeitskräfte und dementsprechend wuchs auch der Ort nicht. Die Bedeutung des Hafens liegt heute in seiner Nutzung als Yachthafen, der nur noch sehr wenig kommerziellen Schiffsverkehr abwickelt. Der Yachthafen bietet 220 Liegeplätze. Der Hafen wird durch Schleusentore abgesperrt, die entsprechend den Gezeiten geöffnet und geschlossen werden.
1883 erhielt Glasson Dock einen Anschluss an die Eisenbahn vom Bahnhof Lancaster aus. Bis Juli 1930 gab es Personenverkehr auf der Strecke, die danach bis September 1964 allein für den Güterverkehr genutzt wurde.